# Козе
Коза (лат. Capra) је назив рода папкара из породице шупљорожаца (Bovidae), односно потпородице коза и оваца (Caprinae). Врсте овог рода насељавају јужне делове Палеарктика. Домаћа коза изгледа потиче са Блиског и Средњег истока и северне Африке очигледно је да је животиња сушних предела и шикара. Остале козе су све брдске. 
Дивље козе су животиње планинских станишта. Врло су окретне и издржљиве, способне су да се пењу на голе стене и да опстану на оскудној вегетацији. Могу се разликовати од рода Ovis, који обухвата овце, по присуству мирисних жлезда близу папака, у препонама и пред очима, и одсуство других жлезда лица, и присуству браде код мужјака, и бездлаких жуљева на коленима предњих ногу.
Коза Стеновитих планина је у засебном роду, Oreamnos. Данашње генетске и фенотипске разлике између врста Capra су у великој мери повезане са (1) дисконтинуитетом и отежаном миграцијом између популација Capra током глацијалних периода, и (2) недовољним временом у постглацијском периоду за сада суседне популације Capra да превазиђу механизме понашања ометане хибридизације у дивљини како би се избрисале ове разлике.

## Карактеристике
Коза има збијено и чврсто тело које стоји на снажним, не превисоким ногама. Врат је чврст. Глава је сразмерно кратка, на челу широка. Реп којег коза обично носи усправно је троугласт и одозго го. Очи су крупне и живе, без сузних кесица. Уши су усправне, уске, шиљате и врло покретне. Рогови имају оба пола код раса које их поседују. Они су јасно рашчлањени према годовима. Често су увијени једноставно, као полумесец према назад или се на шиљку раздвајају. Крзно је двоструко. Фину вуну покрива грубо осје. Код неких врста осје је прилично приљубљено уз тело, а код других грива се продужује на неким местима, као на доњој вилици у облику круте браде. Боја крзна је увек тамна, слична боји земље или стена, углавном смеђа или сива. Треба поменути и природан задах, јер спада међу карактеристике ове животиње, поготово задах јарца који је код свих врста коза увек, а за време парења изразито јак и неугодан за наш нос.
Чула су им подједнако добро развијена. Козе виде, чују и миришу врло добро, а неке врсте и са невероватне удаљености. Козе се сврставају у мудре и паметне животиње.
Коза је већ у старости од пола године способна за размножавање. Расположење за парење се обично испољава у месецима од септембра до новембра, а понекад и други пут у мају, примећујемо га код коза по гласном мекетању и махању репом. Ако не удовољимо њеној жељи, коза зна да оболи. Јарац је способан за парења у току целе године. После парења за 21 до 22 недеље коза ојари младе.
Број њихове младунчади креће се између једног и четворо. Све врсте које живе дивље ојаре највише два младунчета, а припитомљена веома ретко и четири. Јарићи долазе на свет потпуно развијени и отворених очију, па већ после пар минута могу да пођу за мајком. Код врста које живе дивље знају већ првог дана живота да смело и сигурно скачу по брду и стенама као и њихова мајка.

## Систематика и филогенија коза
Род савремених коза (Capra) се вероватно развио од палеолитског рода . Број савремених врста које стручњаци препознају варира од једне до једанаест. Најраширеније је схватање по коме постоји 8–9 врста коза. До скора, систематика рода коза заснивала се на особинама (попут боје, облика рогова, величине тела и лобање) које варирају и међу половима и у оквиру различитих популација исте врсте. Укључивање биохемијских и молекуларно генетичких карактера у истраживања довело је до савременог погледа на врсте коза и њихову сродност.
У роду коза могуће је разликовати следеће врсте:
Понекад се сматрало да род укључује Ovis (овца) и Ammotragus (берберска овца), али се они обично сматрају посебним родовима, остављајући Capra за козороге. У овом мањем роду, неки аутори су препознали само две врсте, маркор на једној страни и све остале форме укључене у једну врсту на другој страни. Данас је уобичајено прихваћено девет дивљих врста којима се додаје и домаћа коза:
- , безоарска коза[11]
  - подврста Capra aegagrus hircus, домаћа коза

- , западнокавкаски тур
- , источнокавкаски тур
- , маркхор
- , алпски козорог
- , нубијски козорог[12]
- , етиопски козорог (могућа подврста нубијског)
- , иберијски козорог[13]
- , сибирски козорог[14]

Најпримитивнија група коза обухвата сибирског и нубијског козорога (укључујући и етиопског). Иберијски козорог је најсроднији алпском козорогу и вероватно настао од њега.
Домаћа коза је најсроднија безоарској кози, и настала је њеном доместификацијом. Најближи сродник безоарске и домаће козе је западнокавкаски тур.

## Промене коза настале доместификацијом
Процесом доместификације коза десиле су се велике промене, и то не само у морфолошком погледу, већ су промењене и физиолошке карактеристике. Најважније промене које су настале путем доместификације су следеће:
- Длака дивљих предака је груба, док је у неких раса домаћих коза тања и еластичнија, а неке расе производе и специјалну врсту вуне (ангора).
- Боја длаке дивљих изворних облика је сивкастомрка, са различитим слабијим или јачим сенчењима, док је код домаћих коза боја веома различита.
- Шутост (безрожност) појединих раса коза.

Најзначајније промене физиолошке природе:
- Млечност домаћих коза је знатно већа него у изворних облика.
- Производња меса је повећана, а нарочито код товних раса.
- Плодност домаћих коза је вишеструко побољшана, и то како по броју потомака, тако и по могућности вансезонског парења.
- Време стасавања под утицајем доместификације је померено. Наиме, домаће козе раније стасавају за приплод за разлику од својих дивљих родоначелника.

Услед доместификације код коза је ублажен темперамент.